# Socha Hygie (Karlovy Vary, Vřídelní kolonáda)
Socha Hygie, též socha Hygieie, v Karlových Varech představuje bohyni zdraví, čistoty a také Měsíce Hygieiu (v řecké mytologii). Umístěna je ve Vřídelní kolonádě, pochází z roku 1878, autor díla byl Vincenz Pilz.
Socha byla prohlášena kulturní památkou, je památkově chráněna od 3. května 1958, event. 5. února 1964, rejstř. č. ÚSKP 40764/4-898.

## Bohyně Hygieia
Řecká bohyně zdraví a čistoty Hygieia byla jedním z nejčastěji používaných symbolů léčivosti karlovarských pramenů.

## Autor díla

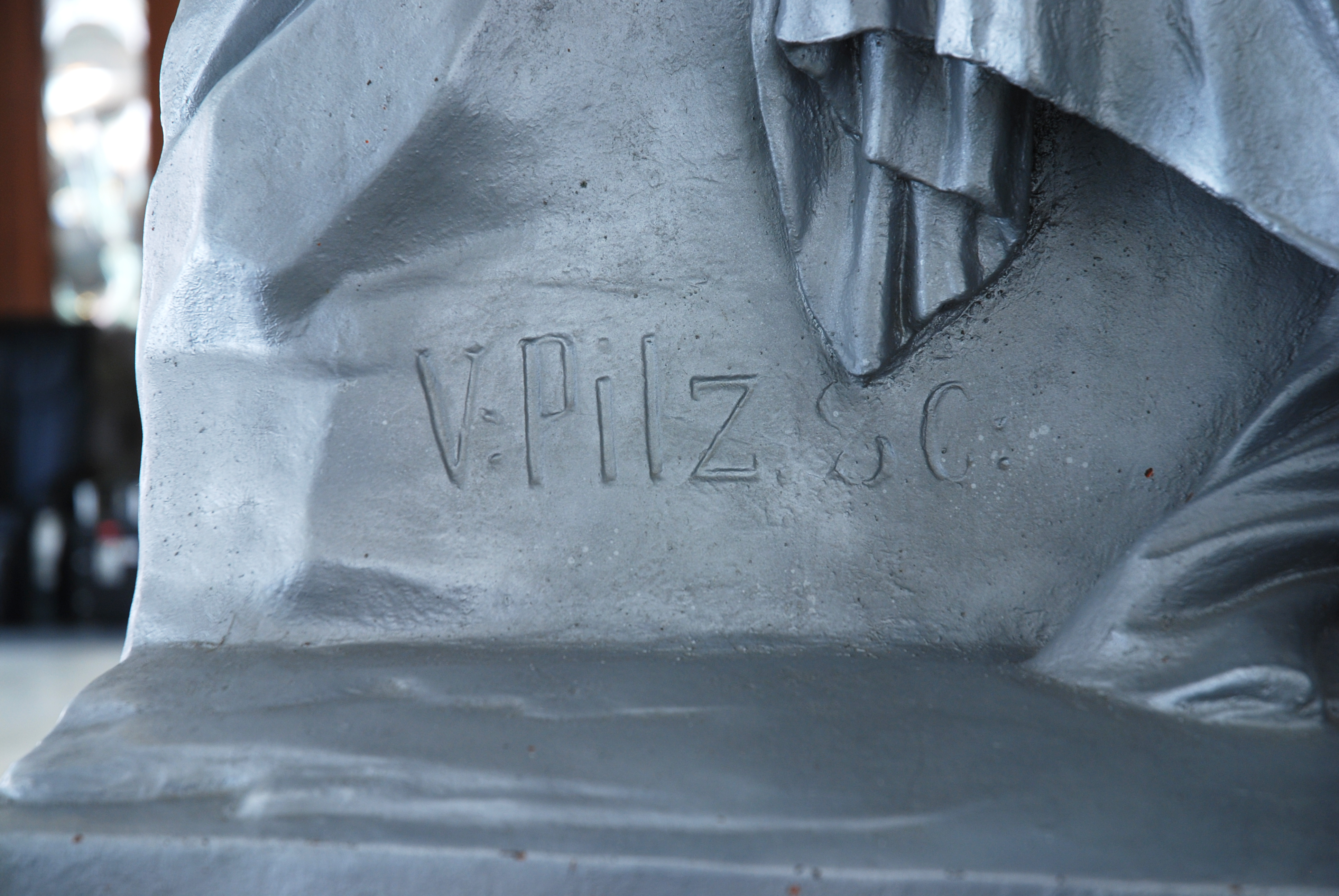
Signatura autora

Autorem sochy byl podle některých zdrojů vídeňský sochař Vincenz Pilz (1816 Varnsdorf – 1896 Vídeň), podle jiných vídeňský sochař Antonín Fernkorn (1813 Erfurt – 1878 Vídeň). 
Uvádění Antonína Fernkorna jako autora karlovarské sochy Hygie je zřejmě mylné, neboť podle zdroje „“ je dílo (pod pravou nohou postavy) signováno „V. Pilz“.

## Historie díla
Dále se zdroje shodují, že socha byla ulita ve slévárnách Antona von Fernkorna ve Vídni.
V březnu roku 1879 byla socha zakoupena za 1 000 zlatých z pozůstalosti sochaře Fernkorna a dne 16. května 1879 instalována v nové litinové Vřídelní kolonádě (1878–1879) ateliéru Fellnera a Helmera, přesněji řečeno v prostoru její postranní haly u Hygieina pramene. Zpřístupněna byla při slavnostním otevření novostavby kolonády dne 1. června 1879.
V létě roku 1880 byl prostor za sochou vyzdoben nástěnnou malbou tropické krajiny od malíře Ladislause Petrowicze.
V roce 1939 došlo z důvodu narušení konstrukce kolonády k její demolici a socha pak stála před provizorním dřevěným zastřešením pramenů.
V souvislosti s výstavbou Vřídelní kolonády v roce 1975 byla socha přenesena do kolonády Dolního zámeckého pramene a v letech 1985–2000 byla umístěna v hale karlovarského muzea. Od roku 2001 stojí opět ve Vřídelní kolonádě.

## Popis díla
Litinová figurální plastika Hygie v klasicistním/novorenesančním slohu představuje sedící postavu bohyně v nadživotní velikosti. Had obtáčející její pravou ruku symbolizuje léčení. V levé ruce má bohyně misku, ze které dává hadovi pít, v mírně pozdvižené pravici pak drží pohár. Je oděna pouze do pláště volně přehozeného přes ramena.
Pod pravou nohou postavy je socha signována „V. Pilz“. Dílo je umístěno na mohutném tmavošedém mramorovém podstavci na čtvercové základně. Zde býval původně skrze plastiku lví hlavy vyveden vývěr Hygieina pramene.